# Hulk Hogan's Celebrity Championship Wrestling
Hulk Hogan's Celebrity Championship Wrestling es un programa transmitido en Estados Unidos por la cadena CMT, en donde se observan a 10 celebridades a luchar por el campeonato de CCW (Celebrity Championship Wrestling).

## Celebridades
Las celebridades que aparecen ahí son:
- Dustin Diamond (Screech en Salvado por la Campana)
- Frank Stallone (Hermano de Sylvester Stallone y cantante de los 80´s)
- Trishelle (Perteneciente al Reality de Mtv, The Real World)
- Dennis Rodman (5 veces ganador de la NBA)
- Butterbean (Boxeador profesional)
- Erin Murphy (Actriz de Hechizada, fue la hija de Samantha, Tabata)
- Danny Bonaduce (Actor de los 70 y celebridad de realitys)
- Nikki Ziering (Modelo)
- Tiffany (Cantante de los 80´s)
- Todd Bridges (Actor)
- Coaches : Brian "Nasty Boy" Knobs y Brutus "The Barber" Beefcake (Dos Antiguos luchadores profesionales).